# Namissiguima (Nord)
Namissiguima è un dipartimento del Burkina Faso classificato come comune, situato nella Provincia di Yatenga, facente parte della Regione del Nord.
Il dipartimento si compone del capoluogo e di altri 27 villaggi: Ansolma, Bagayalgo, Barelgo, Basnere, Birdininga, Boulounga, Bouna-Peulh, Dombre, Faougodo, Goulagou, Goumba, Kongninkin, Kononga, Kononga-Peulh, Konvougoudou, Koswinde, Koumbane, Longa, Mogombouli, Ninguiwinde, Nogo, Nongossom, Rapougouma, Ramatoulaye,Solgom, Tougou e Wagaye.